# Mollisia lurida
Mollisia lurida är en svampart som först beskrevs av Christiaan Hendrik Persoon, och fick sitt nu gällande namn av William Phillips 1887. Mollisia lurida ingår i släktet Mollisia och familjen Dermateaceae.   Inga underarter finns listade i Catalogue of Life.